# Giro d'Itàlia de 1962
El Giro d'Itàlia de 1962 fou la 45a edició del Giro d'Itàlia i es disputà entre el 19 de maig i el 9 de juny de 1962, amb un recorregut de 4.180 km distribuïts en 21 etapes, cap d'elles contrarellotge individual. 130 ciclistes hi van prendre part, acabant-lo 47 d'ells. La sortida i arribada fou a Milà.

## Història
Una vegada més les condicions meteorològiques resultares crítiques en el desenvolupament del Giro d'Itàlia. En la 14a etapa el fred intents i una intensa tempesta de neu obligaren a l'organització a retallar l'etapa, eliminant els dos darrers ports de muntanya que s'havien de pujar i declarant acabada la cursa al cim del Pas Rolle, on el primer a arribar fou Vincenzo Meco. Aquell dia abandonaren 57 corredors. Amb tot, l'etapa més decisiva pel desenvolupament final de la cursa fou la 16a, en què guanyà el valencià Angelino Soler i en la qual Franco Balmamion fou segon a quasi un minut i mig. L'italià fou el gran beneficiat del dia, en donar un dur cop a la classificació general, i convertir-se, l'endemà, en el nou líder de la cursa. Balmamion pogué mantenir el lideratge fins a l'arribada final a Milà, amb quasi quatre minuts respecte Imerio Massignan.
Angelino Soler, amb tres victòries d'etapa i la classificació de la muntanya, tingué un paper destacat, igual com el càntabro-català José Pérez Francés, que fou el millor espanyol classificat en acabar sisè.

## Equips participants
En aquesta edició del Giro hi van prendre part 13 equips formats per 10 ciclistes cadascun, per formar un pilot amb 130 corredors.
| Núm.  | Codi | Equip   |
| ----- | ---- | ------- |
| 1-10  | IGN  | Ignis   |
| 11-20 | ATA  | Atala   |
| 21-30 | CAR  | Carpano |
| 31-40 | FER  | Ferrys  |
| 41-50 | GAZ  | Gazzola |
| 51-60 | GHI  | Ghigi   |
| 61-70 | LEG  | Legnano |

| Núm.    | Codi | Equip                  |
| ------- | ---- | ---------------------- |
| 71-80   | LIB  | Liberia                |
| 81-90   | MOL  | Molteni                |
| 91-100  | PHI  | Philco                 |
| 101-110 | SNP  | San Pellegrino         |
| 111-120 | TOR  | Torpado                |
| 121-130 | FAE  | Flandria-Faema-Clément |

## Etapes
| Etapa | Data       | Inici - final                            | Km  | Vencedor d'etapa          | Líder de la general       |
| ----- | ---------- | ---------------------------------------- | --- | ------------------------- | ------------------------- |
| 1a    | 19 de maig | Milà - Tabiano Terme                     | 185 | Dino Liviero (ITA)        | Dino Liviero (ITA)        |
| 2a    | 20 de maig | Salsomaggiore Terme - Sestri Levante     | 158 | Graziano Battistini (ITA) | Graziano Battistini (ITA) |
| 3a    | 21 de maig | Sestri Levante - Panicagliora (Marliana) | 225 | Angelino Soler (ESP)      | Antonio Suárez (ESP)      |
| 4a    | 22 de maig | Montecatini Terme - Perusa               | 248 | Antonio Bailetti (ITA)    | Antonio Suárez (ESP)      |
| 5a    | 23 de maig | Perusa - Rieti                           | 258 | Joseph Carrara (FRA)      | Antonio Suárez (ESP)      |
| 6a    | 24 de maig | Rieti - Fiuggi                           | 193 | Willy Schroeders (BEL)    | Vincenzo Meco (ITA)       |
| 7a    | 25 de maig | Fiuggi - Montevergine di Mercogliano     | 224 | Armand Desmet (BEL)       | Armand Desmet (BEL)       |
| 8a    | 26 de maig | Avellino - Foggia                        | 110 | Huub Zilverberg (NED)     | Armand Desmet (BEL)       |
| 9a    | 27 de maig | Foggia - Chieti                          | 205 | Rik van Looy (BEL)        | Armand Desmet (BEL)       |
| 10a   | 28 de maig | Chieti - Fano                            | 218 | Giuseppe Tonucci (ITA)    | Armand Desmet (BEL)       |
| 11a   | 29 de maig | Fano - Castrocaro Terme                  | 170 | Rik van Looy (BEL)        | Armand Desmet (BEL)       |
| 12a   | 30 de maig | Forlì - Lignano Sabbiadoro               | 298 | Bruno Mealli (ITA)        | Armand Desmet (BEL)       |
| 13a   | 31 de maig | Lignano Sabbiadoro - Nevegal (Belluno)   | 173 | Guido Carlesi (ITA)       | Armand Desmet (BEL)       |
|       | 1 de juny  | dia de descans                           |     |                           |                           |
| 14a   | 2 de juny  | Belluno - Pas Rolle                      | 160 | Vincenzo Meco (ITA)       | Graziano Battistini (ITA) |
| 15a   | 3 de juny  | Moena - Aprica                           | 215 | Vittorio Adorni (ITA)     | Graziano Battistini (ITA) |
| 16a   | 4 de juny  | Aprica - Pian dei Resinelli              | 123 | Angelino Soler (ESP)      | Graziano Battistini (ITA) |
| 17a   | 5 de juny  | Lecco - Casale Monferrato                | 194 | Armando Pellegrini (ITA)  | Franco Balmamion (ITA)    |
| 18a   | 6 de juny  | Casale Monferrato - Frabosa Soprana      | 232 | Angelino Soler (ESP)      | Franco Balmamion (ITA)    |
| 19a   | 7 de juny  | Frabosa Soprana - Saint-Vincent          | 193 | Giuseppe Sartore (ITA)    | Franco Balmamion (ITA)    |
| 20a   | 8 de juny  | Saint-Vincent - Saint-Vincent            | 238 | Alberto Assirelli (ITA)   | Franco Balmamion (ITA)    |
| 21a   | 9 de juny  | Saint-Vincent - Milà                     | 160 | Guido Carlesi (ITA)       | Franco Balmamion (ITA)    |

## Classificacions finals

### Classificació general
| Classificació General                  | Classificació General     | Classificació General  | Classificació General |
| Pos.                                   | Ciclista                  | Equip                  | Temps                 |
| -------------------------------------- | ------------------------- | ---------------------- | --------------------- |
| 1                                      | Franco Balmamion (ITA)    | Carpano                | 123h 06' 03"          |
| 2                                      | Imerio Massignan (ITA)    | Legnano                | + 03' 57"             |
| 3                                      | Nino Defilippis (ITA)     | Carpano                | + 05' 02"             |
| 4                                      | Vito Taccone (ITA)        | Atala                  | + 05' 21"             |
| 5                                      | Vittorio Adorni (ITA)     | Philco                 | + 07' 11"             |
| 6                                      | José Pérez Francés (ESP)  | Ferrys                 | + 07' 29"             |
| 7                                      | Ercole Baldini (ITA)      | Ignis                  | + 07' 54"             |
| 8                                      | Graziano Battistini (ITA) | Legnano                | + 08' 05"             |
| 9                                      | Guido Carlesi (ITA)       | Philco                 | + 14' 22"             |
| 10                                     | Armand Desmet (BEL)       | Flandria-Faema-Clément | + 15' 55"             |
| 130 participants, 47 acabaren la cursa |                           |                        |                       |

### Classificació de la muntanya
|   | Ciclista             | Equip          | Punts |
| - | -------------------- | -------------- | ----- |
| 1 | Angelino Soler (ESP) | Ghigi          | 260   |
| 2 | Joseph Carrara (FRA) | Liberia        | 100   |
| 3 | Vincenzo Meco (ITA)  | San Pellegrino | 60    |